# Bert Nilsson
Pour les articles homonymes, voir Nilsson.
Bert Nilsson, mort en septembre 1954,, est un kayakiste suédois.

## Palmarès

### Championnats du monde
- Mâcon 1954 :
  -  Médaille d'or en K-1 4x500 m avec Lars Glassér, Gert Fredriksson et Carl-Åke Ljung.